# Стэрди, Фредерик Чарльз Доветон
Фредерик Чарльз Доветон Стэрди, 1-й баронет Стэрди (англ. Frederick Charles Doveton Sturdee, 1st Baronet Sturdee; 9 июня 1859, Чарлтон, Лондон, Англия, Великобритания — 7 мая 1925, Кэмберли, Суррей, там же) — британский военный деятель, офицер Королевского военно-морского флота Великобритании, адмирал флота.

## Биография

### Молодые годы и семья
Фредерик Чарльз Доветон Стэрди родился 9 июня 1859 года в пригороде Лондона — Чарлтоне, в семье капитана Фредерика Рэнни Стэрди и Анны Фрэнсис, урожденной Хадсон. 6 мая 1863 года в Саутси близ Портсмута у них родился второй сын — Альфред Хобарт Стэрди (будущий полковник Армии Австралии и отец начальника Генерального штаба Вернона Эштона Хобарта Стэрди.

### Карьера

#### Начало
Окончил Королевскую военно-морскую школу в Нью-Кроссе, затем в возрасте 12 лет был зачислен кадетом в Королевский военно-морской флот и 15 июля 1871 года получил назначение на учебный корабль «HMS Britannia» в Дартмуте. 19 июля 1873 года повышен до мид-шипмана и в 1876 году был назначен на фрегат «HMS Undaunted» — флагман китайской станции. 9 июня 1878 года Стэрди был повышен до младшего лейтенанта. Затем он прошёл артиллерийские курсы на «HMS Excellent». 7 февраля 1880 года Стэрди был повышен до лейтенанта. В мае 1880 года он был переведён на бриг «HMS Martin» в Портсмуте, а в феврале 1881 года — на торпедоносный корабль «HMS Hecla» в составе Средиземноморского флота. Во время англо-египетской войны, он принял участие в бомбардировке Александрии 11 июля 1882 года.
После завершения курса обучения торпедному делу на «HMS Vernon», в 1886 году Стэрди был назначен торпедным офицером на «HMS Bellerophon» — флагман Североамериканской и Вест-Индской станции, а в 1889 году в качестве инструктора вернулся на «HMS Vernon», а потом на «HMS Vesuvius». В 1886 и 1894 годах Стэрди удостоился Золотой медали Королевской институции оборонных исследований. 30 июня 1893 года он получил звание коммандера и в качестве специалиста по торпедам был переведён в Управление военно-морской артиллерии Адмиралтейства. В ноябре 1897 года он стал командиром крейсера «HMS Porpoise» на австралийской станции и принял участие в разрешении напряженности в отношениях Германии и США по поводу контроля над островами Самоа в 1899 году. Поведение Стэрди в этой ситуации, включившей в себя открытое противостояние с немецкими представителями, принесло ему его повышение до капитана 30 июня 1899 года, а также присвоение звания Компаньона Ордена Святого Михаила и Святого Георгия 1 января 1900 года.
В 1902 году Стэрди вернулся в Адмиралтейство в качестве помощника директора военно-морской разведки. Во время визита Короля Эдуарда VII на Мальту в 1903 году, был командиром «HMS Minerva». 21 апреля 1903 года Стэрди был возведён в звание Члена 4-го класса Королевского Викторианского ордена. В ноябре 1903 года он стал командиром броненосного крейсера «HMS Bedford» в составе флота метрополии. В мае 1905 года он стал командиром линкора «HMS Bulwark» и начальником штаба Главнокомандующего Средиземноморского флота Чарльза Бересфорда. 16 апреля 1906 года Стэрди был возведён в звание Командора Королевского Викторианского ордена. Тогда же он стал командиром линкора HMS King Edward VII, а в 1907 году командиром броненосца «HMS New Zealand» в должности начальника штаба флота Канала. 26 октября 1907 года Стэрди был назначен полевым адъютантом Короля Эдуарда VII. 12 сентября 1908 года повышен до контр-адмирала. В 1910 году Стэрди стал командующим 1-й эскадрой линкоров флота метрополии на линкоре «HMS St Vincent». В начале 1911 года он стал президентом Комитета подлодок Адмиралтейства, а в декабре 1911 года — командиром 3-й крейсерской эскадры флота метрополии на крейсере HMS Shannon. В 1913 году он стал командиром 2-й крейсерской эскадры флота метрополии на крейсере «HMS Shannon». 3 июня 1913 года Стэрди был возведён в звание Рыцаря-Командора Ордена Бани. 13 декабря 1913 года повышен до вице-адмирала, 1 июня 1914 года переведён на специальную службу в адмиралтейство, а 30 июля назначен начальником Штаба войны, став ответственным перед Первым морским лордом Луисом Баттенбергом.

#### Первая мировая война

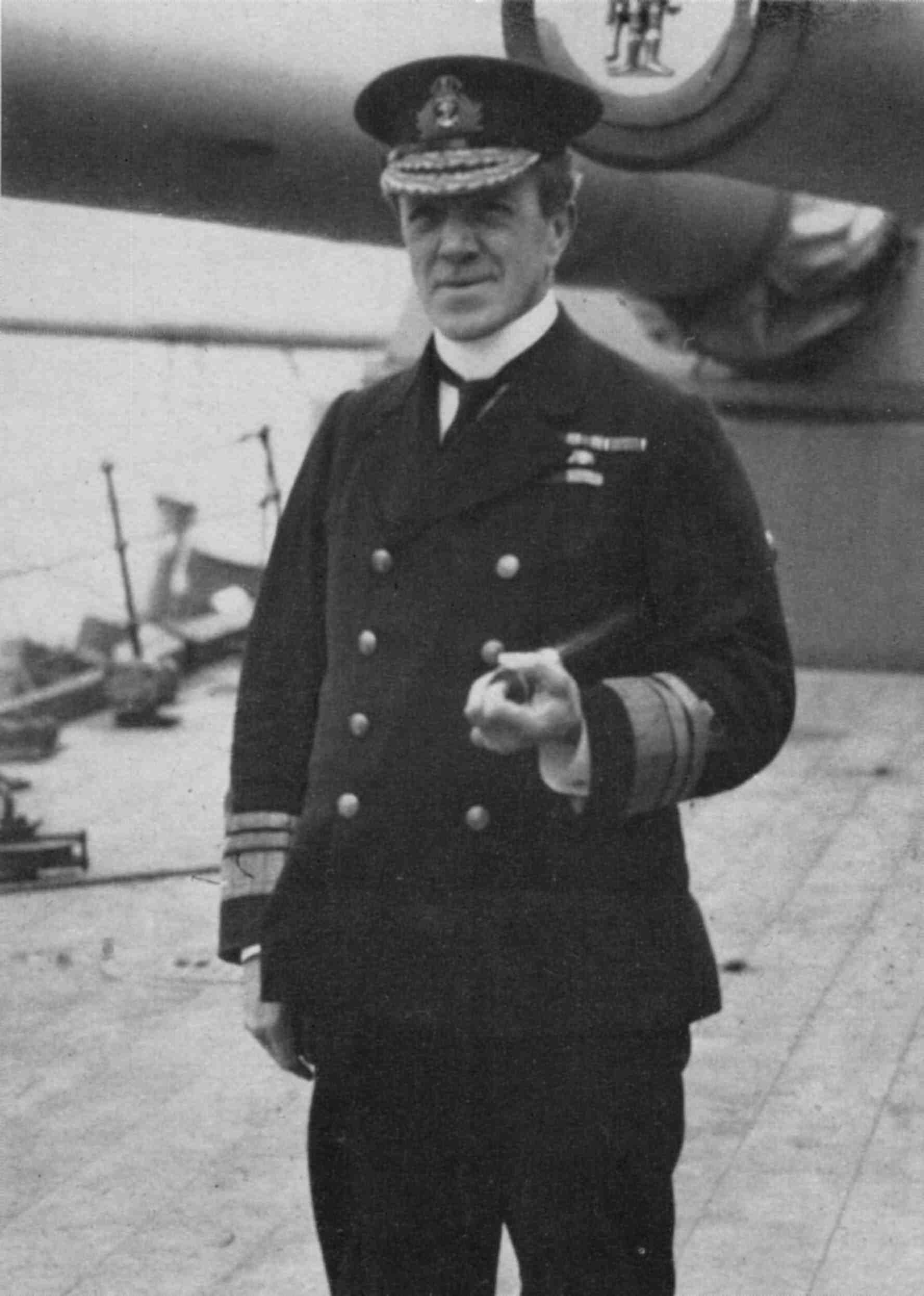
Фредерик Стэрди, 1916 год.

В ноябре 1914 года эскадра Королевского флота была разгромлена у Коронеля в бою против германской Восточноазиатской эскадры Максимилиана фон Шпее, погибли два броненосных крейсера. После этого Стэрди был вынужден уйти в отставку. Первый лорд Адмиралтейства Уинстон Черчилль настоял на том, что Стэрди не следует делать «козлом отпущения» за эти события. После отставки Баттенберга по причине его немецкого происхождения, новый Первый морской лорд адмирал Джон Фишер направил мощную эскадру под командованием Стэрди в Южную Атлантику. Эскадра, в состав которой вошли два линейных крейсера, должна была заняться поиском и уничтожением германской эскадры. Сам Стэрди держал флаг на крейсере «HMS Invincible» . 8 декабря корабли фон Шпее подошли к Фолклендским островам, где в порту Стэнли находилась эскадра Стэрди. Последующие события стали известны как «Фолклендский бой». Фон Шпее, намеревавшийся подвергнуть Фолкленды бомбардировке, осознав превосходство сил противника, был вынужден обратиться в бегство. В ходе преследования, силы Стэрди расгромили и потопили почти всю немецкую эскадру, в том числе два броненосных крейсера — «SMS Scharnhorst» и «SMS Gneisenau», со всем штабом и самим фон Шпее. Уйти удалось только лёгкому крейсеру «SMS Dresden», но и он был потоплен в марте 1915 года. Итоги битвы — пять погибших и шестнадцать раненых британцев против более 2000 убитых и утонувших немцев — помогли Стэрди восстановить свою репутацию в глазах общественности. 15 марта 1916 года он был возведён в звание баронета с правом наследования потомками.
В январе 1915 года Стэрди стал командиром 4-й эскадры линкоров на линкоре «HMS Benbow» в составе Большого флота под командованием Джона Джеллико и в мае 1916 года принял участие в Ютландском сражении. 31 мая 1916 года он был возведён в звание Рыцаря-Командора Ордена Святого Михаила и Святого Георгия, а 15 сентября награждён Крестом Командора Ордена Почётного легиона от президента Французской Республики.
17 мая 1917 года Стэрди повышен до адмирала. 5 июня 1917 года награждён Орденом Святой Анны 1-й степени с мечами от Российского правительства, 11 августа 1917 года был возведён в звание Великого офицера Ордена Святых Маврикия и Лазаря от Короля Италии, 28 августа награждён Орденом Восходящего солнца 1-й степени от Императора Японии. В марте 1918 года Стэрди стал главнокомандующим Нора. 14 февраля 1919 года награждён Военным крестом 1914–1918 от президента Французской Республики
20 января 1920 года награждён Орденом Полосатого Тигра 1 класса от президента Китайской Республики. 1 января 1921 года Стэрди был возведён в звание Рыцаря Большого Креста Ордена Бани. 5 июля 1921 года он был произведен в адмиралы флота.

### Последующая жизнь

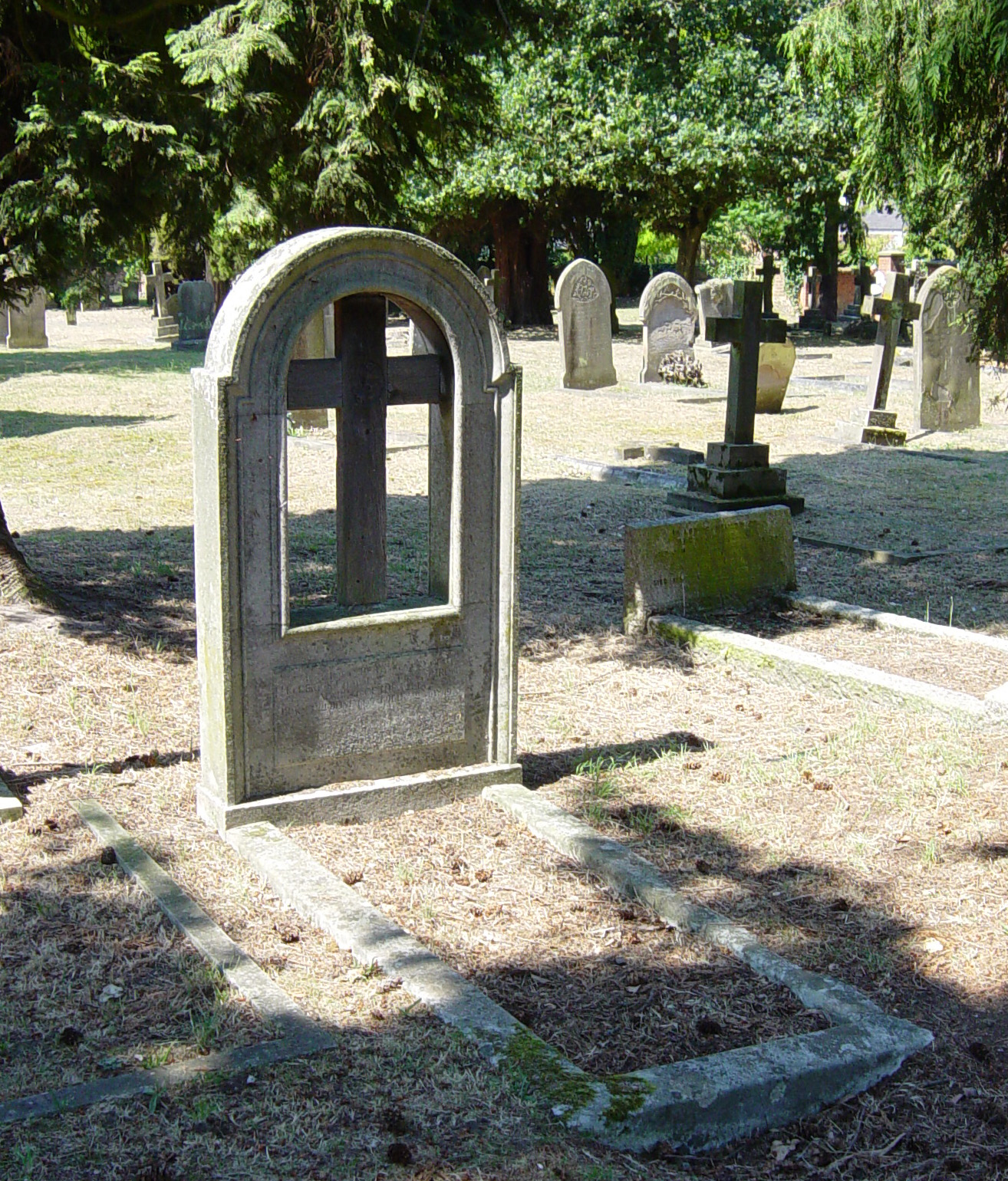
Надгробие на могиле Стэрди.

После отставки, Стэрди сменил Баттенберга в должности президента Общества морских исследований и возглавил работу по восстановлению флагмана Горацио Нельсона «HMS Victory».
Фредерик Чарльз Доветон Стэрди скончался 7 мая 1925 года в возрасте 65 лет в своём доме в Кэмберли, графство Суррей, где проживал в последние годы. Перед смертью он сжёг множество своих бумаг. Похоронен на кладбище церкви Святого Петра в соседнем городе Фримли. В надгробие вделан крест из брёвен корабля «HMS Victory».

## Личная жизнь
В 1882 году женился на Марион Аделе Эндрюс. У них было двое детей: сын и дочь — Лайонел Артур Доветон Стэрди (1884—1970) и Маргарет Адела Стэрди (1884——1960).
В 1919 году Маргарет вышла замуж за Сесила Минета Стейвли, будущего контр-адмирала. У них был сын Уильям Доветон Минет Стейвли, ставший адмиралом флота.
В 1942 году, дочь Лайонела, Элизабет Мэри Доветон Стэрди вышла замуж за Эдуарда Беквита Эшмора, будущего адмирала флота, сына вице-адмирала Лесли Халибёртона Эшмора и брата вице-адмирала Питера Эшмора.
В 1993 году внук Уильям Стейвли передал документы своего деда в Архивный центр Черчилля в Кембриджском университете.

## Награды
Награды и личные вещи Стэрди хранятся в Национальном морском музее в Гринвиче.
| Лента                                   | Знак отличия                                             | Страна         | П.     |
| Орден Бани                              | Рыцарь Большого Креста Ордена Бани                       | Великобритания | [ 43 ] |
| Орден Святого Михаила и Святого Георгия | Рыцарь-Командор Ордена Святого Михаила и Святого Георгия | Великобритания | [ 44 ] |
| Королевский Викторианский орден         | Командор Королевского Викторианского ордена              | Великобритания | [ 45 ] |
| Египетская медаль                       | Египетская медаль с планкой «Александрия 11 июля»        | Великобритания | [ 46 ] |
| Звезда Хедива                           | Звезда Хедива в бронзе                                   | Великобритания | [ 47 ] |
| Звезда 1914—15                          | Звезда 1914—15                                           | Великобритания | [ 48 ] |
| Британская военная медаль               | Британская военная медаль                                | Великобритания | [ 49 ] |
| Медаль Победы                           | Медаль Победы                                            | Великобритания | [ 50 ] |
| Коронационная медаль Короля Георга V    | Коронационная медаль Короля Георга V                     | Великобритания | [ 51 ] |
| Орден Почётного легиона                 | Крест Командора Ордена Почётного легиона                 | Франция        | [ 52 ] |
| Военный крест                           | Военный крест с бронзовой пальмой                        | Франция        | [ 53 ] |
| Орден Святых Маврикия и Лазаря          | Великий офицер Ордена Святых Маврикия и Лазаря           | Италия         | [ 54 ] |
| Орден Спасителя                         | Командор Ордена Спасителя                                | Греция         | [ 55 ] |
| Орден Полосатого Тигра                  | Орден Полосатого Тигра 1 класса                          | Китай          | [ 56 ] |
| Орден Восходящего солнца                | Орден Восходящего солнца 1-й степени                     | Япония         | [ 57 ] |
| Орден Красного орла                     | Рыцарь Ордена Красного орла 2-го класса                  | Пруссия        | [ 58 ] |
| Орден Святой Анны                       | Орден Святой Анны 1-й степени с мечами                   | Россия         | [ 59 ] |

## Память
В 1915 году в его честь назван нетопырь Стэрди (Pipistrellus sturdeei), ныне вымерший.